# Comuna Călinești, Fălești
Comuna Călinești este o comună din raionul Fălești, Republica Moldova. Este formată din satele Călinești (sat-reședință), Chetriș, Chetrișul Nou și Hîncești.
Comuna a fost fondată la 28 iunie 2025, când a intrat în vigoare „Legea nr. 145 din 19 iunie 2025 pentru modificarea anexei nr. 3 la Legea nr. 764/2001 privind organizarea administrativ-teritorială a Republicii Moldova”, în contextul amalgamării unor primării. Înainte de legea respectivă, Călinești era clasificat drept sat (comună).

## Demografie
În recensământul din 2014, populația comunei a fost calculată ca fiind de 1.482 de locuitori. La recensământul din 2004 erau 1.697 de locuitori.

## Administrație și politică
Componența Consiliului local Călinești (11 consilieri), ales la 5 noiembrie 2023, este următoarea:
|  | Partid                                       | Consilieri | Componență | Componență | Componență | Componență |
|  | -------------------------------------------- | ---------- | ---------- | ---------- | ---------- | ---------- |
|  | Candidat independent VALENTIN PANTEA         | 1          |            |            |            |            |
|  | Partidul Acțiune și Solidaritate             | 4          |            |            |            |            |
|  | Partidul Socialiștilor din Republica Moldova | 3          |            |            |            |            |
|  | Partidul Social Democrat European            | 2          |            |            |            |            |
|  | Candidat independent VASILE BURLACU          | 1          |            |            |            |            |